# Морб'є
Морб'є (фр. Morbier) — сорт напівм'якого жирного сиру, що виготовляється із сирого коров'ячого молока. Належить до сімейства пресованих неварених сирів. Відрізняється чорним прошарком з деревної золи. Має колір від білого світло-вершкового до жовтого. Смак Морб'є має ніжний фруктово-горіховий відтінок. Форма сиру — масивна голівка діаметром 30–40 см і товщиною 6–8 см, яка важить від 6 до 7 кг.
Зі 100 літрів сирого коров'ячого молока виходить приблизно 11 кг Морб'є.